# エムアンドビー
エムアンドビー株式会社（M&B Frozen Dessert Product Co.,Ltd.）は、沖縄明治乳業とフォーモスト ブルーシールが折半出資で設立した冷菓製造事業に関わる合弁会社。

## 概要
2002年2月22日、沖縄明治乳業とフォーモスト ブルーシールの両社は、製造・物流・原材料仕入れのコスト削減を目的に、アイスクリーム生産部門を統合した新会社の設立で合意し、同年2月25日に創業した。
当社の本社機能は沖縄明治乳業の敷地内に置き、沖縄明治・ブルーシール両社のアイスクリーム製品の製造を一括して行っている。同時に、両社の製造設備を譲り受け、沖縄明治本社工場内にてアイスクリーム製造ラインの土地・建物を賃借して生産している。
社名は、両社ブランドの頭文字にあたる「Meiji」と「BLUE SEAL」から取られた。

## 沿革
- 2002年（平成14年）
  - 2月22日 - 沖縄明治乳業とフォーモストブルーシールがアイスクリーム生産部門の経営統合に合意。
  - 2月25日 - エムアンドビー株式会社を設立。
- 2021年（令和3年）- 沖縄明治乳業のアイスクリーム商品を「okimei（オキメイ）」ブランドとして旗揚げ[4]。

## 生産している主な商品
- フォーモスト ブルーシール（BLUE SEAL）向け[5]
  - ブルーシールカップシリーズ
  - ポーラベアーシリーズ（クッキーサンド型アイス）
  - ターチバーシリーズ
  - ギフトカップシリーズ
  - 氷菓（ブルーシールアイスバーなど）
  - アイスクリームケーキ
  - 業務用アイスクリーム各種
  - 業務用ソフトクリームミックス各種

ほか
- 沖縄明治乳業（okimei）向け[6]
  - それいけ！アンパンマンアイスバー
  - アメリカンクランチ
  - ホワイト
  - あずきアイスバー
  - きなこもち
  - ヤンバルクイナ
  - シークァーサースティック
  - 名護ひがし食堂ぜんざいバー
  - エンダーオレンジアイスバー　(エイ・アンド・ダブリュ沖縄とのコラボ企画商品。）
  - 1・2・3手作り風コーン
  - ２色ソフトコーン
  - 明治エッセルスーパーカップ 超バニラ（沖縄限定）
  - 明治エッセルスーパーカップ チョコクッキー（沖縄限定）
  - 御菓子御殿　紅いもタルトアイス
  - 新垣ちんすこうアイス
  - 業務用アイスクリーム各種[7]
  - 業務用ソフトクリームミックス各種

ほかにも、沖縄県内最大手の製パン会社、オキコとのコラボレーションによる期間限定のアイス製造も受託している。

## 関連
- オキコ株式会社 - 沖縄県内最大手の製パン会社。沖縄明治乳業の関連会社。